# チャールズ・デンプシー
チャールズ・デンプシー(Charles John "Charlie" Dempsey、1921年3月4日 - 2008年6月24日)は、スコットランド出身の元OFC会長。

## 経歴
1921年3月4日にスコットランドのグラスゴーで出生。1982年にOFC入りし、OFC会長とFIFA理事を務めたが、2000年の2006年ワールドカップ開催地選考で棄権し、その後OFC会長とFIFA理事を辞任した。
2008年6月24日にニュージーランドで死去（満87歳没）。

### 2006年ワールドカップ開催地選考での棄権
2000年7月6日にスイスのチューリッヒで行われたFIFA理事会において、2006年のワールドカップ開催地選考が行われた。最終選考に残ったのはドイツ、南アフリカ、イングランド、モロッコの4か国であり、決選投票では1回目の投票でモロッコが、2回目の投票でイングランドが、それぞれ脱落し、ドイツと南アフリカの最終決戦となった。
この時デンプシーは最終決選投票を前に、突然会場を離れてニュージーランドへ帰国してしまった。デンプシーは当初イングランドに投票していたが、2回目の投票で脱落したために最終決戦では南アフリカへ票を回すつもりであった。またゼップ・ブラッター会長もアフリカでのワールドカップ開催を希望していただけに、決選投票が同点の場合は同じく最終決戦では南アフリカへ票を回すつもりであったが(決選投票が同点の場合は会長も投票できる)、デンプシーの棄権によってドイツ12票対南アフリカ11票となり、大方の予想を裏切ってドイツ開催が決まった。
棄権の明確な理由は判明していないが、南アフリカへの投票に対して脅迫を受けていたことが明らかとなり、「生命の危険を感じた」と語っていた。